# Macqueville
Macqueville – miejscowość i gmina we Francji, w regionie Nowa Akwitania, w departamencie Charente-Maritime.
Według danych na rok 1990 gminę zamieszkiwało 276 osób, a gęstość zaludnienia wynosiła 25 osób/km² (wśród 1467 gmin regionu Poitou-Charentes Macqueville plasuje się na 734. miejscu pod względem liczby ludności, natomiast pod względem powierzchni na miejscu 778.).